# Porth
Porth is een plaats in de Welshe county borough Rhondda Cynon Taf.
Porth telt 5944 inwoners.